# Від'ємна частота
Поняття від'ємної і додатної частоти можна показати на прикладі вектора, що обертається в той чи інший бік: частота зі знаком може позначати швидкість і напрямок обертання. Швидкість виражена в оборотах (циклах) за секунду (герцах) або рад/с (де 1 цикл відповідає {\displaystyle 2\pi } радіан).

## Синусоїди
Нехай {\displaystyle \omega } - це невід'ємний параметр, що вимірюється в рад/с. Тоді кутова функція (кут від часу) {\displaystyle -\omega t+\theta }, має нахил {\displaystyle -\omega }, який називають від'ємною частотою. Але коли функція використовується як аргумент для косинуса, результат невідрізненний від {\displaystyle \cos(\omega t-\theta )}. Аналогічно, {\displaystyle \sin(-\omega t+\theta )} невідрізненний від {\displaystyle \sin(\omega t-\theta +\pi ).} Тому, будь-яку синусоїду можна представити через додатні частоти. Знак нахилу фази, що лежить в основі - неоднозначний.

Від'ємна частота спричиняє те, що випереджає на 1/4 циклу.

Вектор (cos t, sin t) обертається проти годинникової стрілки зі швидкістю 1 рад/с і завершує кожен цикл за секунд. Вектор (cos −t, sin −t) обертається в іншому напрямку (тут не показано).

Неоднозначність розв'язується коли косинус і синус можна спостерігати одночасно, бо {\displaystyle \cos(\omega t+\theta )} випереджає {\displaystyle \sin(\omega t+\theta )} на 1/4 циклу ({\displaystyle =\pi /2} радіан) коли {\displaystyle \omega >0,} і відстає на 1/4 циклу коли {\displaystyle \omega <0.} Аналогічно, вектор, {\displaystyle (\cos t,\sin t)}, обертається проти часової стрілки зі швидкістю 1 рад/с і завершує кожен цикл кожні {\displaystyle 2\pi } секунди, а вектор {\displaystyle \cos -t,\sin t)} обертається в зворотньому напрямку.
Знак {\displaystyle \omega } також зберігається комплексно-значимою функцією:

| {\displaystyle e^{i\omega t}=\underbrace {\cos(\omega t)} _{R(t)}+i\cdot \underbrace {\sin(\omega t)} _{I(t)},} | \| \| \| \| \| \| \| \| | (Рів.1) |
| |                         |         |
| |                         |         |
бо {\displaystyle R(t)} і {\displaystyle I(t)} можна виокремити і порівняти. Хоча {\displaystyle e^{i\omega t}} очевидно містить більше інформації ніж кожен з її компонентів, звичайна інтерпретація така, що це простіша функція, бо:
- Вона спрощує багато тригономеричних обчислень, що призвело до її формального опису як аналітичного представлення {\displaystyle \cos(\omega t).}
- Наслідком рівняння Рів.1 є:

| {\displaystyle \cos(\omega t)={\begin{matrix}{\frac {1}{2}}\end{matrix}}(e^{i\omega t}+e^{-i\omega t}),} | \| \| \| \| \| \| \| \| | (Рів.2) |
| |                         |         |
| |                         |         |
з цього видно, що {\displaystyle \cos(\omega t)} недостатньо для визначення знаку {\displaystyle \omega .}